# سیارک ۱۷۸۱۵
سیارک ۱۷۸۱۵ (به انگلیسی: 17815 Kulawik، نامگذاری:1998FM113) هفده هزار و هشتصد و پانزدهمین سیارک کشف شده‌است که در ۳۱ مارس ۱۹۹۸ کشف شد.
قدر مطلق سیارک برابر ۱۱.۲ است.